# منسونية
المنسونية هي جنس من البعوض كبير يكون أسود أو بني مع لماعة على أجنحته وأرجله. وهي تتكاثر في البرك والبحيرات التي تحتوي على بعض النباتات المائية، وخاصةً النوع العائم مثل الزَّقيم وياسنت الماء. تضع بيضها على حذور هذه النباتات. وتحصل على إمدادات الهواء من هذه الجذور. وعندما توشك هذه الشرانق أن تكبر، تصعد إلى سطح الماء، فتخرج البالغة المكتملة التكوين. تعتبر مكافحة بعوض المنسونية أمرًا سهلاً عن طريق إزالة أو تدمير النباتات المائية المضيفة بواسطة مبيدات الأعشاب.
توصلت دراسة نُشرت في عام 2013 أن أنواع المنسونية دياري بيلكين وهاينمان وبيج يجب اعتبارها ناقلاً محتملاً لفيروس حمى الوادي المتصدع ويجب السيطرة عليها في حال إدخال الفيروس إلى منطقة يتواجد فيها.